# Золотой век компьютерных аркадных игр
Золотой век компьютерных аркадных игр (англ. golden age of arcade video games) — период времени, когда компьютерные аркадные игры вошли в массовую культуру и были в ней доминирующей силой. Точные временные границы этого периода являются дискуссионным предметом, однако его ключевыми событиями можно считать выход игр Space Invaders в 1978 году и Asteroids в 1979 году. Это стало возможным благодаря увеличению производительности и снижению стоимости компьютерных технологий. Это обусловило как рентабельность производства аркадных автоматов, так и появление компьютерных игр в различных медиа: песнях, мультипликации и фильмах наподобие «Трона» 1982 года.

## Границы периода

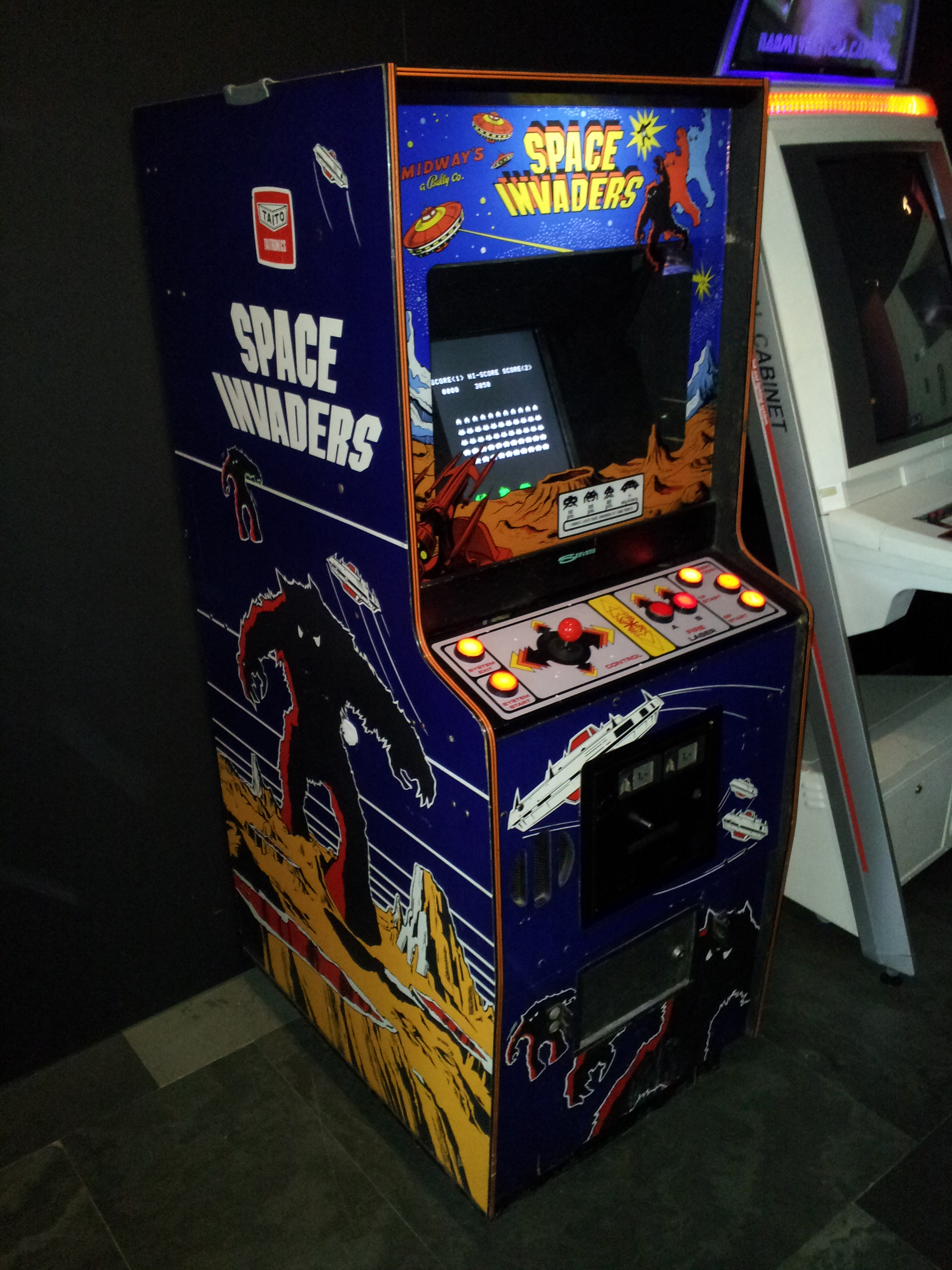
Space Invaders — игра, с выхода которой начался золотой век

Несмотря на разницу в датировках, во всех хронологиях золотой век компьютерных аркадных игр захватывает начало 1980-х годов. Журналист Джейсон Уиттейкер (англ. Jason Whittaker), специализирующийся на технологиях, в своей книге The Cyberspace Handbook говорит о начале золотого века в 1978 году, когда вышла игра Space Invaders от Taito. Журналист Стивен Л. Кент (англ. Steven L. Kent), специализирующийся на компьютерных играх, в книге The Ultimate History of Video Games пишет, что период золотого века длился с 1979 по 1983 год. В книге отмечается, что именно в 1979 году игра Space Invaders, с которой он связывает начало золотого века, достигла заметной популярности в США, также в этом году широкому кругу пользователей была представлена технология векторного дисплея в игре Asteroids от Atari, которая впервые была показана в игре Space Wars от Cinematronics 1978 года. Однако, в 1983 году бизнес компьютерных игр с оплатой монетами вступил в так называемый «период довольно устойчивого спада», выразившийся в постепенном исчезновении многих залов аркадных автоматов.
Проект History of Computing указывает, что границами золотого века компьютерных аркадных игр являются 1971 и 1983 годы, поскольку этот период охватывает «массовое появление компьютерных игр на потребительском рынке» и «появление специальных игровых систем и возникновение систем, основанных на многоигровых картриджах». 1971 год был выбрал проектом как начало периода по двум причинам: во-первых, создатель игры Pong запатентовал технологию, ставшую поворотной для компьютерных игр, и, во-вторых, в этот год был создан первый аркадный автомат с игрой Computer Space.
Шон Ньютон (англ. Sean Newton), создатель трехмерных моделей аркадных автоматов, в книге Bits, Sticks, and Buttons отмечает, что точкой, которой окончилась первая эпоха компьютерных аркадных игр (известная как «черно-белый век», англ. black and white age) и впоследствии начался золотой век, стало издание в Северной Америке игры Space Invaders компанией Midway Games. Эта игра, имеющая в основе микропроцессор, стала крупным культурным феноменом, с которым мог сравниться только феномен игры Pong от Atari. Игры, последовавшие за Space Invaders игры, — Asteroids от Atari и Pac-Man от Namco — внесли свою лепту в развитие золотого века компьютерных аркадных игр.
Другие исследователи считают началом золотого века вторую половину 1970-х годов, когда цветные компьютерные аркадные игры начали преобладать на рынке, и повсеместно открывающиеся залы игровых автоматов стали вытеснять из традиционных мест залы для боулинга и пабы. Концом периода считают середину 1980-х годов. Золотой век компьютерных аркадных игр по большей части совпал с компьютерной революцией и преобладанием на рынке второго поколения игровых систем.

## Характеристика бизнеса
Золотой век стал периодом высокой технической и творческой продуктивности в области компьютерных аркадных игр. В течение этого периода наблюдалось быстрое распространение залов аркадных автоматов в Северной Америке, Европе и Азии. Например, количество залов аркадных автоматов в Северной Америке увеличилось более чем в два раза с 1980-го по 1982 год, достигнув максимального количества в 10 000 залов в этом регионе (для справки — в 1998 году их количество оценивалось в 4000). Начиная с игры Space Invaders, аркадные автоматы устанавливались в супермаркетах, ресторанах, магазинах по продаже алкоголя, на АЗС и многих иных учреждениях, где они могли приносить доход. Компьютерные аркадные игры в это время стали повсеместно распространены в магазинах, причем автоматы с игрой Pac-Man можно было обнаружить на территории США практически повсеместно, включая некоторые похоронные бюро. Продажи аркадных игр также сильно выросли в этот период, составив 50 млн долларов США в 1978 году и 900 млн долларов США в 1981 году соответственно. При этом в США продажи аркадных автоматов составили 500 000 шт. в одном только 1982 году при цене порядка 3000 долларов США за штуку. К 1982 году в Северной Америке было установлено 24 000 полноформатных аркадных автомата, 400 000 автоматов уличного размещения, а общее количество активных аркадных автоматов составило 1,5 млн. В целом рынок был очень конкурентный, жизненный цикл аркадного автомата составлял от четырех до шести месяцев. Некоторые игры, например, The Adventures of Robby Roto! оказались коммерческим провалом, поскольку были слишком сложны для быстрого изучения. Другие игры, например, Star Fire остались без успеха, поскольку были слишком далеки от аудитории. У игры Qix вначале был краткий всплеск популярности, однако, по словам Кейт Эггинг (англ. Keith Egging) из Taito, игра была «слишком загадочной для геймеров… [ее было] невозможно освоить, поэтому показатели игры упали, как только прошел эффект новизны.» Примерно в то же время индустрия домашних компьютерных игр (игровые приставки второго поколения и ранние PC-игры) столкнулась с «чрезмерно широким распространением успеха компьютерных аркадных игр.»
В 1980 году доход американской индустрии компьютерных аркадных игр составил 2 млрд долларов США монетами в четверть доллара. К 1981 году годовая прибыль американской индустрии компьютерных аркадных игр составляла 5 млрд долларов, причем, по некоторым данным, общая прибыль индустрии компьютерных игр (аркадных и домашних) в США достигла 10,5 млрд долларов, что оказалось в три раза больше затрат на покупку билетов в кино в том же году. В целом доходы американской индустрии аркадных игр за 1981 год оцениваются в 7 млрд долларов, но некоторые аналитики заявляют, что в реальные доходы существенно превышали оценки. К 1982 году компьютерные игры составляли 87 % всех продаж игрушек в США. Доход индустрии аркадных игр монетами в четверть доллара в США за 1982 год оценивается в 8 млрд, что больше, чем вместе взятые доходы индустрии поп-музыки (4 млрд долларов) и кинематографа США (3 млрд) за тот же год. Доходы превысили вместе взятые доходы от крупнейших видов спорта, а также троекратно превысили вместе взятые доходы от продаж билетов и прав на телевизионные трансляции матчей главных лиг бейсбола, баскетбола и американского футбола, кроме того доход в два раза превысил сумму затрат посетителей казино в штате Невада. Этот доход также в два раза превысил доход индустрии домашних компьютерных игр (второе поколение игровых систем) за тот же год. Общие доходы индустрии компьютерных игр в США за 1982 год оцениваются в пределах от 11,8 млрд до 12,8 млрд долларов. Для сравнения, в 2011 году доходы индустрии компьютерных игр в США оцениваются в пределах от 16,3 млрд до 16,6 млрд долларов.
До наступления золотого века среди аркадных игр наиболее популярными были машины для пинбола. Индустрия пинбола достигла максимальных продаж в 1979 году, они составили 200 000 машин с доходом 2,3 млрд долларов. Эти показатели упали до 33 000 машин с доходом 464 млн долларов в 1982 году. Для сравнения, продажи крупнейших бестселлеров компьютерных аркадных игр золотого века составили 360 000 автоматов с игрой Space Invaders и 400 000 автоматов с игрой Pac-Man при цене одного автомата в пределах от 2000 до 3000 долларов (например, автомат с игрой Pac-Man продавался за 2400 долларов). Доходы одной только игры Space Invaders монетами в четверть доллара за 1982 год составили 2 млрд долларов, а игры Pac-Man — 1 млрд долларов за 1981 год и 2,5 млрд долларов к концу 1990-х годов. В 1982 году игра Space Invaders оценивалась как наиболее доходный продукт индустрии развлечений своего времени, при этом делались сравнения c самым кассовым фильмом того времени — «Звёздными войнами», — доход которого составил 486 млн долларов. Однако, по современным представлениям наиболее доходной компьютерной аркадной компьютерной игрой всех времен является Pac-Man. В течение золотого века продажи многих игр составили десятки тысяч аркадных автоматов, в том числе Ms. Pac-Man — 115 000 шт., Asteroids — 70 000 шт., Donkey Kong — 60 000 шт., Defender — 55 000 шт., Galaxian — 40 000 шт., Donkey Kong Jr. — 35 000 шт., Mr. Do! — 30 000 шт. и Tempest — 29 000 шт. Некоторые компьютерные аркадные игры показывали доход (монетами в четверть доллара) в несколько сотен миллионов долларов, например, доход игры Defender превысил 100 млн долларов. Кроме этого, многие аркадные игры принесли доход в несколько десятков миллионов долларов, в числе которых Dragon’s Lair с доходом 48 млн долларов и Space Ace с доходом 13 млн долларов.
Среди наиболее успешных компаний этого периода, связанных с аркадными компьютерными играми, можно выделить Taito (разработала шутер Space Invaders, с которого начался золотой век, и ряд других успешных аркадных экшн-игр, включая Gun Fight и Jungle Hunt), Namco (разработала Galaxian, Pac-Man, Pole Position и Dig Dug) и Atari (компьютерные игры Computer Space и Pong и, позднее, Asteroids). Другими компаниями, выпускавшими популярные игры в это время, были Sega (позже вошла на рынок домашних игровых приставок, составив там конкуренцию Nintendo), Nintendo (ее маскот Марио впервые появился в игре 1981 года Donkey Kong и назывался там Jumpman), Bally Midway Manufacturing Company (которую позднее выкупила Williams), Cinematronics, Konami, Centuri, Williams и SNK.

## Технологии
Тенденция перехода аркадных игр от традиционных игр к компьютерным начала набирать силу в конце 1970-х годов после выхода таких игр как Space Invaders в 1978 году, Asteroids в 1979 году и Galaxian в 1979 году, а также широкого распространения в 1980 году игр Pac-Man, Missile Command, Berzerk, Defender и др. Центральные процессоры, использованные в этих автоматах, позволяли создавать более сложные игры, нежели игры, основанные на дискретных логических элементах как, например, вышедший в 1972 году Pong от Atari. Стремительное распространения компьютерных аркадных игр началось в конце 1970-х годов, что связывают с созданием основных технологий интерактивных развлечений, а также со снижением расценок на оборудование до степени, делающей производство ПК технологически и экономически осуществимым.
Несмотря на то, что цветные мониторы использовались в ранних гоночных играх (например, Indy 800 и Speed Race Twin), только в этот период цветная RGB-графика становится широко распространенной, например, в 1979 году вышла игра Galaxian.
Также в течение золотого века некоторые разработчики экспериментировали с векторными мониторами, которые отображали очень четкие линии, что было недостижимо на растровых мониторах того времени. Некоторые из векторных игр получили признание, среди них Asteroids 1979 года, Battlezone 1980 года, Tempest 1983 года и Star Wars 1983 года. Однако, векторные технологии не получили широкого распространения из-за высокой стоимости ремонта векторных мониторов для компаний, обслуживающих аркадные автоматы.
Некоторые разработчики экспериментировали с псевдотрёхмерной и стереоскопической трехмерной графикой, с использованием двумерных спрайтов и растровых мониторов. В игре 1979 года Radar Scope от Nintendo был представлен трехмерный вид от третьего лица в игре жанра shoot ’em up. Позже это было скопировано в шутерах 1983 года Juno First от Konami и Beamrider от Activision. Игра Turbo от Sega стала в 1981 году первой гоночной игрой с видом сзади от третьего лица, использованием масштабируемых спрайтов и цветной графики. Вид сзади от третьего лица подвергся подвергся улучшениям в игре 1982 года Pole Position от Namco и стал одним из канонов жанра. В этой игре представлен перспективный вид на трассу, причем точка обзора движется из стороны в сторону при приближении игрока к повороту, что достаточно правдоподобно отражает движение вперед по дистанции. В том же году Sega выпустила игру Zaxxon, в которой представлена изометрическая графика и тени, а также игру SubRoc-3D, в которой стереоскопическая трехмерная графика реализована посредством специального окуляра.
Также в течение этого периода были достигнуты значительные успехи в технологиях цифрового звука. Первой игрой с постоянным фоновым звучанием стала Space Invaders 1978 года, это были повторяющиеся четыре хроматические нисходящие басовые ноты, мелодия была динамичной и меняла темп при прохождении уровня. Первой игрой с фоновой музыкой стала Rally-X, в ней музыка генерировалась специализированной микросхемой звукогенератора — трехканальным программируемым звукогенератором Namco. В том же году в игре Stratovox от Sunsoft была представлена синтезированная речь, которая также присутствовала во вскоре вышедшей игре King & Balloon от Namco.
Разработчики также экспериментировали с использованием формата LaserDisc для возможности создания FMV-игр с качественной анимацией. Первой игрой, использующей LaserDisc, стала игра 1983-года Astron Belt от Sega, вскоре после которой вышла игра Dragon’s Lair от Cinematronics, быстро ставшая сенсацией. Игры, использующие LaserDisc, как правило, были либо шутерами с FMV-фонами как в Astron Belt, либо «интерактивными фильмами» как Dragon’s Lair. В игре 1983 года Bega’s Battle от Data East была представлена новая форма изложения сюжета в компьютерных играх: между игровыми уровнями с действием воспроизводились короткие FMV-катсцены, что по прошествии лет стало типичным способом изложения сюжета в компьютерных играх. К середине 1980-х годов подобные игры потеряли популярность, поскольку началось вытеснение LaserDisc видеоформатом VHS, а также из-за потери фактора новизны играми, основанными на LaserDisc.

## Геймплей
Следуя огромному успеху ранних игр, многие разработчики переключились на разработку и изготовление аркадных компьютерных игр. Некоторые из них копировали идею «полчищ нападающих пришельцев» из Space Invaders, которые тоже становились успешными как, например, игры Galaxian, Galaga и Gaplus от Namco. Тем не менее, жанр shoot ’em up в них получил свое развитие: были внедрены новые игровые механики, усложненные шаблоны поведения врагов и усовершенствованная графика. В Galaxian введена концепция «награды за риск». Galaga стала одной из первых игр с бонусным уровнем. Space Tactics 1980 года от Sega стала одном из ранних космических симуляторов с видом от первого лица; в игре реализован скроллинг в различных направлениях в зависимости от перемещения прицела игроком.
Другие разработчики экспериментировали с новыми концепциями и новыми жанрами. Быстрый прогресс в области оборудования позволил реализовать новые виды игр с разными стилями геймплея. В 1980 году Namco выпустила игру Pac-Man, благодаря которой получил популярность жанр лабиринтных игр, а в игре Rally-X представлен радар, отображающий положение игрока на карте. В 1981 году вышли инновационные игры Donkey Kong и Qix, в которых был представлен новый тип геймплея, где мастерство и координация игрока для успеха были важнее, нежели стрельба на максимальной скорости. В частности, Donkey Kong от Nintendo задал основы жанра платформеров. В игре 1981 года Bosconian от Namco представлен стиль геймплея со свободным перемещением: корабль игрока может беспрепятственно перемещаться по космосу, также в игре имеется радар, отображающий положение игрока и врагов. В игре Bega’s Battle 1983 года представлена новая форма изложения сюжета: воспроизведение коротких FMV-видеовставок между игровыми уровнями со стрельбой, в которых рассказывается сюжет. Еще одним примером инновационной игры можно привести Paperboy от Atari, вышедшую в 1984 году, в которой целью является успешная доставка газет, а также Phozon от Namco, где игроку нужно повторить форму объекта, расположенного в центре экрана. В игре Venture от Exidy необходимо исследовать подземелья и собирать сокровища. Также примером может быть игра Q*bert, инновационным в ней является геймплей, основанный от чувстве восприятия глубины игроком.

## В массовой культуре

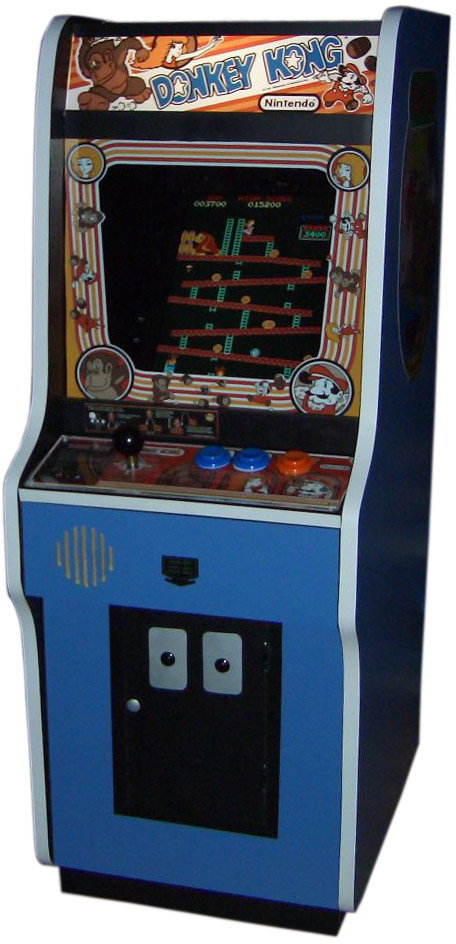
Аркадный автомат с игрой Donkey Kong

Некоторые игры золотого века компьютерных аркадных игр были столь популярными, что стали частью массовой культуры. Первой из таких игр стала Space Invaders. Игра, после ее выхода в 1978 году, была столь популярна, что вокруг нее сложилась городская легенда, суть ее в том, что игра стала причиной нехватки в Японии монет достоинством в 100 иен, ввиду чего выпуск этих монет был увеличен для удовлетворения спроса на них (однако, в реальности производство таких монет в 1978 и 1979 году было снижено относительно предыдущих и последующих лет, также эти обвинения не выдерживают логической проверки: эксплуатантам аркадных автоматов необходимо извлекать монеты из монетоприемников для доставки их в банк, возвращая таким образом монеты в обращение). Вскоре аркадные игры произвели сходное влияние в Северной Америке, где они находят отражение в разных аспектах массовой культуры. Вскоре после выхода Space Invaders о появлении компьютерных игр вышло множество симпатизирующих сюжетов и репортажей на телевидении, в газетах и журналах. В 1981 году компания Atari провела «Турнир по Space Invaders», который привлек более 10 тыс участников, стал первым киберспортивным соревнованием и превратил компьютерные игры в массовое хобби. К 1980 году 86 % населения США в возрасте от 13 до 20 лет играли в компьютерные аркадные игры, а к 1981 году в США регулярно посещали залы аркадных автоматов более 35 млн человек.
Игрой, оказавшей наибольшее влияние на массовую культуру в Северной Америке, стала Pac-Man. Выход игры в 1980 году стал сенсацией такого масштаба, что связанные с выходом явления позднее были названы «пакманией» (англ. Pac-Mania). Это слово в 1987 году стало названием последней игры с оплатой монетами в серии (Pac-Mania). В этой игре, выпущенной Namco, желтое круглое существо пытается съесть все точки в лабиринте, избегая вражеского преследования. Игра стала очень популярной, несмотря на то, что не сложилось общего мнения относительно того, чем являются главный «герой» и враги (существовало множество сравнений с призраками, гоблинами или монстрами). На основе игры был создан анимационный сериал, появились многочисленные клоны и подражания, серии брендированных продуктов питания и игрушек, была записана ставшая популярной песня «Pac-Man Fever». Популярность игры была столь высока, что Президент США Рональд Рейган поздравил игрока за достижение рекордного количества очков в Pac-Man. Также игра способствовала развитию рынка аркадных игр и вовлечению значительного числа женской аудитории всех возрастных групп. Несмотря на то, что многие популярные игры вошли в лексикон массовой культуры, большинство позднее покинули его, однако Pac-Man, Space Invaders, Donkey Kong, серия Mario и Q*bert продолжают оставаться узнаваемыми в массовой культуре.
Аркадные игры повлияли на музыкальный бизнес, доходы которого снизились на 400 млн долларов в период с 1978 по 1981 год (с 4,1 млрд до 3,7 млрд долларов), что было напрямую связано с появлением аркадных игр в это время. Тогда же начали появляться успешные песни, основанные на компьютерных играх. Группа Yellow Magic Orchestra, первопроходцы в жанре электронной музыки, при помощи сэмплов из Space Invaders записали популярный сингл Computer Game для альбома 1978 года «Yellow Magic Orchestra», продажи которого в США составили более 400 тыс копий. Также Yellow Magic Orchestra оказали заметное влияние на музыку в компьютерных играх эпох третьего и четвёртого поколений игровых систем. Вскоре последовали и другие поп-песни, основанные на Space Invaders, среди которых Disco Space Invaders (1979) от Funny Stuff, Space Invaders (1980) от Playback, а также такие хиты как Space Invader (1980) от The Pretenders и Space Invaders (1980) от Uncle Vic. На основе игры была создана песня Space Invaders (1979) от Player One, из которой была взята линия баса для песни On and On (1984) от Джесс Сондерс (англ. Jesse Saunders), первого трека чикагского хауса. Песня Pac-Man Fever достигла 9-й позиции в Billboard Hot 100, в течение 1982 года сингл был продан более миллиона раз, также более миллиона раз был продан альбом «Pac-Man Fever», что соответствует «золотому» статусу по версии RIAA. В том же году R. Cade и Video Victims выпустили альбом, воодушевленный аркадными играми, под названием «Get Victimized», на котором были представлены песни типа Donkey Kong. В 1984 году бывший участник Yellow Magic Orchestra Харуоми Хосоно (англ. Haruomi Hosono) спродюсировал альбом, полностью состоящий из сэмплов из аркадных игр Namco, под названием «Video Game Music», который стал ранним представителем жанра чиптюн и первым альбомом музыки из компьютерных игр. Звуки из аркадных игр в начале 1980-х годов сильно повлияли на такие музыкальные жанры как хип-хоп, поп-музыка (в особенности синти-поп) и электро. Стремительный рост популярности компьютерных игр в это время стал причиной того, что журнал Billboard в 1982 году начал печатать список из 15 крупнейших бестселлеров из числа компьютерных игр по соседству со своим музыкальным хит-парадом. Через более чем десятилетие звучание первого трека в жанре электроклэш, Space Invaders Are Smoking Grass (1997) от I-F, было описано как «булькающее электро, записанное на вокодер, как дань уважения приколам из эпохи Atari» и, в частности, игре Space Invaders, в честь которой был назван трек.
Кинематограф США также подвергся влиянию со стороны аркадных игр. Начиная с игры Space Invaders, аркадные игры появляются в кинотеатрах. Начато производство фильмов, основанных на компьютерных играх, наиболее известным представителем таких ранних фильмов стал «Трон», собравший более 33 млн долларов в 1982 году и положивший начало одноименной франшизе, в которую входит игровая адаптация, доходы от которой превзошли фильм. Среди других фильмов, основанных на компьютерных играх, можно отметить вышедшие в 1983 году фильмы «Военные игры» (в нем Мэттью Бродерик играет на аркадном автомате в игру Galaga), Nightmares и Joysticks, а также фильмы 1984 года «Последний звёздный боец», Cloak & Dagger (в нем картридж для Atari 5200, содержащий неправдоподобную игру Cloak & Dagger, становится Макгаффином фильма). Аркадные автоматы появляются во многих фильмах того времени, например, «Рассвет мертвецов» (в нем герои играют в игры Gun Fight и F-1) 1978 года, «Полуночное безумие» 1980-го, Take This Job and Shove It и «Хорошо в первый раз» 1981-го, вышедшие в 1982 году «Рокки 3», «Весёлые времена в школе Риджмонт», «Койяанискаци», «Игрушка», вышедшие в 1983 году «Психо 2», «Весенние каникулы», «Никогда не говори «никогда»», вышедшие в 1984 году «Свободные», «Парень-каратист (фильм, 1984)» (где Элизабет Шу играет Пакмана), «Терминатор», «Ночь кометы», «Приключения Бакару Банзая: Через восьмое измерение», вышедшие в 1985 году The Boys Next Door, «Феррис Бьюллер берёт выходной», а также вышедшие в 1986 году «Цвет денег» и «Психо 3» (где Норман Бейтс стоит вблизи аркадного автомата с игрой Berzerk).
Позднее вышли получившие положительные оценки критиков документальные фильмы, основанные на аркадных играх золотого века, например, фильмы 2007 года The King of Kong и Chasing Ghosts: Beyond the Arcade. После 2010 года вышло значительное число фильмов, связанных с аркадными играм, в том числе «Ральф» 2012 года, «Пиксели» 2015 года и «Первому игроку приготовиться» 2018 года. Последний основан на романе Эрнеста Клайна и срежиссирован Стивеном Спилбергом.

## Руководства по прохождению
В течение золотого века компьютерных аркадных игр появились медиа, ориентированные на компьютерные игры, увеличилось число публикаций, посвященный компьютерным играм как в форме журналистского освещения, так и в форме создания так называемых «руководств по прохождению» (см. Strategy guide). Обретение большой популярности компьютерными играми обусловило появление первых «руководств по прохождению». В этих руководствах (ставших редкими впоследствии) в мельчайших деталях описывались шаблоны и стратегии, выигрышные в каждой игре, в том числе и в модификациях. Зачастую, последним вызовом для умелого игрока и последним препятствием для достижения максимально возможной суммы очков, был так называемый «переворот машины», то есть необходимость сделать так, чтобы счетчик очков в игре переполнился и, в итоге, обнулился.
Продажи многих из «руководств по прохождения» в 1982 году составили сотни и тысячи экземпляров при цене от 1,95 до 3,95 долларов, что соответствует от 5 до 10 долларов в масштабах цен 2019 года. Так, в том же году продажи «руководства» Mastering Pac-Man Кена Юстона (англ. Ken Uston) составили 750 тыс экземпляров, достигнув 5-го места в списке бестселлеров массового рынка по версии магазина B. Dalton. В то же время продажи «руководства» How To Master the Video Games от Bantam составили 600 тыс экземпляров, в результате чего издание вошло в список бестселлеров массового рынка в мягкой обложке по версии The New York Times. В 1983 году было напечатано 1,7 млн экземпляров Mastering Pac-Man.

## Спад и последствия
Тенденция к спаду наметилась в середине 1980-х годов, когда произошло насыщение рынка компьютерных аркадных игр. Доходы от аркадных игр снизились с 8 млрд долларов в 1981 году до 7 млрд в 1982 году, и продолжили снижаться до 5 млрд долларов в 1983 году, снизившись до 4 млрд в 1986 году. Несмотря на это, залы аркадных автоматов оставались обыденностью до начала 1990-х годов, когда появились новые жанры компьютерных игр. В 1987 году аркадные игры пережили краткое «возрождение», связанное с выходом игры Double Dragon, которая обусловила начало «золотого века» жанра beat 'em up, достигшего пика популярности через два года с выходом игры Final Fight. В 1988 году доходы компьютерных аркадных игр в США выросли до 6,4 млрд долларов, в основном благодаря росту популярности жестоких экшн-игр в жанрах beat 'em up и run’n’gun. После последовавшего периода относительного спада, в 1991 году доходы компьютерных аркадных игр в США упали до 2,1 млрд долларов, при этом снизились продажи аркадных автоматов. Так, 4000 автоматов, проданных в этот год, считались пиковым показателем.
Одной из причин спада на рынке аркадных игр стало появления новых поколений персональных компьютеров и игровых приставок, что отвлекло интерес пользователей. В начале 1990-х годов приставки Mega Drive от Sega (известна на рынке Северной Америки под названием Genesis) и SNES от Nintendo привнесли существенные улучшения в домашние игры, и некоторые из этих технологий впоследствии были перенесены на аркадные автоматы.

## Наследие
В течение золотого века компьютерных аркадных игр появилось значительно количество знаковых культурных элементов, некоторые компании в этот период выработали собственную идентичность. Некоторые элементы из таких игр как Space Invaders, Pac-Man, Donkey Kong, Frogger и Centipede по-прежнему узнаваемы современной массовой культурой, также выходят новые продукты в некоторых франшизах из золотого века даже спустя десятилетия.
Игры Pac-Man и Dragon’s Lair, вслед за Pong заняли место в постоянной экспозиции в Смитсоновском институте в Вашингтоне из-за оказанного влияния на культуру США. После этого игры в экспозицию более не включались.

## Список наиболее популярных игр
В данном разделе приведен список некоторых наиболее популярных игр золотого века компьютерных аркадных игр по версии сайтов International Arcade Museum и Killer List of Videogames.
В таблице знаком ‡ отмечены игры с векторной графикой, игры без отметок — с растровой.
| Наименование    | Год  | Изготовитель                                                 | Примечания |
| --------------- | ---- | ------------------------------------------------------------ | --- |
| Space Invaders  | 1978 | Taito (Япония) Midway (США)                                  | Считается игрой, осуществившей революцию в индустрии компьютерных игр. Первый блокбастер среди компьютерных игр. Установила каноны жанра shoot 'em up и стала самой влиятельной игрой среди шутеров. |
| Galaxian        | 1979 | Namco (Япония) Midway (США)                                  | Создана для конкуренции с Space Invaders. Одна из первых игр, в которых используются разноцветные спрайты. Пришельцы выстраиваются в парящей формации и атакуют, планируя на корабль игрока. |
| Lunar Lander‡   | 1979 | Atari                                                        | Перенесенная на аркадный автомат версия существовавшего ранее прототипа для микрокомпьютеров. Первая игра от Atari с оплатой монетами. |
| Asteroids‡      | 1979 | Atari                                                        | Наиболее успешная игра Atari с оплатой монетами. Одна из первых игр с возможностью ввода имени в таблице максимальных очков. |
| Battlezone‡     | 1980 | Atari                                                        | Нетиповой корпус с оригинальным способом управления посредством двух джойстиков. Для перемещения используются два 2-позиционных джойстика и выполненный в виде перископа окуляр. Ранний пример псевдотрехмерной векторной графики. Зачастую рассматривается как один из первопроходцев трехмерной графики в компьютерных играх. Использована как основа для военного симулятора. |
| Berzerk         | 1980 | Stern Electronics                                            | Ранний пример синтезатора речи, который был переведен на европейские языки при издании в Европе. В игре имеется неубиваемый враг, стремящийся уничтожить игроков, что стало часто эксплуатируемым элементом в компьютерных играх (например, неубиваемые «Hallmonsters» в игре Venture), необходимый как для увеличения сложности, так и для ограничения времени сеанса игры. |
| Centipede       | 1980 | Atari                                                        | Разработана совместно с программистом Доной Бейли (англ. Dona Bailey). |
| Missile Command | 1980 | Atari                                                        | На тематику игры оказала влияние эпоха холодной войны. |
| Pac-Man         | 1980 | Namco (Япония) Midway (США)                                  | Одна из самых популярных и влиятельных игр. Впервые получила собственный маскот. Установила каноны жанра «преследование в лабиринте». Привлекла к компьютерным играм внимание женской аудитории. Представила усиливающие предметы и кат-сцены. |
| Phoenix         | 1980 | Amstar Electronics Centuri (США) Taito (Япония)              | Одна из первых игра, где были представлены битвы с боссами. |
| Rally-X         | 1980 | Namco                                                        | Гоночная игра с видом сверху по лабиринту с прокруткой. Первая игра, в которой представлен бонусный уровень, а также фоновая музыка и радар. |
| Star Castle‡    | 1980 | Cinematronics                                                | Цвета колец и экрана в целом обеспечивались накладкой со светофильтром на экран. |
| Wizard of Wor   | 1980 | Midway                                                       | В игре представлены подобные лабиринтам подземелья, захваченные монстрами и пришельцами. Присутствует соревновательный режим для двух игроков, а также уникальная возможность кооперативной игры. |
| Defender        | 1981 | Williams Electronics                                         | Горизонтальный скролл-шутер, который снискал похвалы за визуальную и звуковую составляющую, а также за геймплей. |
| Tempest‡        | 1981 | Atari                                                        | Одна из первых игр с цветной векторной графикой. |
| Donkey Kong     | 1981 | Nintendo                                                     | Задала основы жанра платформеров, а также представила способ визуального изложения сюжета в компьютерных играх. В игре представлен протагонист по имени Джампман (англ. Jumpman), плотник по профессии, который превратился в Марио, маскота Nintendo, в следующих играх. |
| Frogger         | 1981 | Konami (Япония) Sega и Gremlin Industries (Северная Америка) | Новаторский геймплей, особенностью которого является отсутствие драк и стрельбы. |
| Scramble        | 1981 | Konami (Япония) Stern (Северная Америка)                     | Первый скролл-шутер с принудительным горизонтальным скроллингом. |
| Galaga          | 1981 | Namco (Япония) Midway (Северная Америка)                     | Космический шутер, ставший популярнее своего предшественника, игры Galaxian. |
| Gorf            | 1981 | Midway                                                       | Фиксированный шутер с многочисленными уровнями. Некоторые уровни представляют собой клоны других популярных игр. Следует отметить наличие в игре синтезированной «механической» речи. |
| Ms. Pac-Man     | 1981 | Midway (Северная Америка) Namco (Япония)                     | Одна из самых популярных игр в истории. Игра была сделана из контрафактной взломанной версии игры Pac-Man. В игре представлены различные лабиринты, увеличение скорости, а также награды (фрукты), для получения которых необходима погоня. |
| Qix             | 1981 | Taito                                                        | Целью игры является огораживание («захват») большей части игрового поля. В уникальном геймплее не задействованы стрельба, гонки или лабиринты. |
| Vanguard        | 1981 | SNK (Япония) Centuri (США)                                   | Ранний скролл-шутер со скроллингом в разных направлениях и возможностью стрельбы в четырех направлениях посредством четырех кнопок направления, подобных двухпозиционным джойстикам. Вместе с играми Fantasy, Super Cobra и Bosconian имеет значение в истории игр, поскольку в них впервые был представлен экран продолжения игры. |
| BurgerTime      | 1982 | Data East (Япония) Bally Midway (США)                        | Платформер, в котором протагониста преследуют продукты, пока тот готовит бургеры. Оригинальное название (Hamburger) было изменено при издании игры в США. |
| Dig Dug         | 1982 | Namco (Япония) Atari (Северная Америка)                      | Новаторский геймплей, где врагов необходимо побеждать, разрывая их надуванием или сбрасыванием на них камней. Находится на шестом месте среди игр с оплатой монетами всех времен. |
| Donkey Kong Jr. | 1982 | Nintendo                                                     | В этом сиквеле Джампман был переименован в Марио. В это время будущий маскот Nintendo был представлен только в качестве антагониста. |
| Front Line      | 1982 | Taito                                                        | До этой игры в играх военной тематики обычно был представлен бой разных транспортных средств типа кораблей, самолетов или танков. Эта игра стала одной из первых в 1980-х годах, где был представлен наземный бой отряда специального назначения с оружием, гранатам и танками. |
| Joust           | 1982 | Williams Electronics                                         | В игре представлен режим для двух игроков, который может быть как соревновательным, так и кооперативным. |
| Jungle King     | 1982 | Taito                                                        | Ранний пример игры в жанре платформер формата сайд-скроллер (с поддержкой диагонального скроллинга), в которой был представлен геймплей прыжков по лианам, сцены с бегом и прыжками, подъемом на гору и плаванием. Практически сразу после выхода была переиздана под названием Jungle Hunt из-за судебного иска со стороны управляющего имуществом Эдгара Райса Берроуза, заявившего о нарушении авторских прав на персонажа Тарзан. В новой версии Тарзан был заменен на исследователя, носящего пробковый шлем.                                                      |
| Kangaroo        | 1982 | Atari                                                        | В игре нет кнопки для прыжка, что необычно для игры в жанре платформера. Вместо нее игрок для прыжка должен нажимать кнопку «вверх» или «вверх» и в сторону. |
| Moon Patrol     | 1982 | Irem (Япония) Williams Electronics (США)                     | Первая аркадная игра, в которой представлен параллакс-скроллинг. |
| Pengo           | 1982 | Sega                                                         | Лабиринтная игра в окружении, состоящем из ледяных блоков, которые могут быть использованы управляемым игроком пингвином, чтобы скатываться по ним и атаковать врагов. |
| Pole Position   | 1982 | Namco (Япония) Atari (США)                                   | После использования компанией Sega в игре Turbo революционной технологии масштабирования спрайтов в гонках от третьего лица, Namco создала 16-битный аркадный автомат, благодаря чему виртуальная камера могла размещаться непосредственно сзади от автомобиля, управляемого игроком, а также стало возможным включать в трассу крутые кривые. В игре представлен продакт-плейсмент (в том числе самой Atari) на рекламных щитах, находящихся вблизи трассы. |
| Popeye          | 1982 | Nintendo                                                     | В играх Nintendo спрайты, находящиеся на переднем плане, отображались в повышенном разрешении относительно фоновых спрайтов, благодаря чему достигалось качество изображения, сопоставимое с системами Midway Card Rack (MCR). Подобный метод вывода изображения ранее использовался Nintendo в игре Sky Skipper, многие аркадные автоматы который были переделаны в Popeye. Изначально планировалось, что спрайты из Popeye должны были использоваться в игре Donkey Kong, однако тогда Nintendo не смогла достичь лицензионного соглашения с King Features Syndicate. |
| Q*bert          | 1982 | Gottlieb                                                     | Одна из самых рекламируемых игр, наряду с Pac-Man и Donkey Kong. |
| Robotron: 2084  | 1982 | Williams Electronics                                         | В игре представлен инновационный геймплей, основанный на использовании двух джойстиков, что популяризовало подобный тип управления. |
| Gravitar‡       | 1982 | Atari                                                        | Не снискала популярности в залах аркадных автоматов ввиду высокой сложности, однако геймплей впоследствии был многократно скопирован в играх наподобие Thrust и Oids. |
| Time Pilot      | 1982 | Konami (Япония) Centuri (США)                                | В игре представлен воздушный бой в тематике путешествий во времени, а также нелинейный геймлей с открытым миром в открытом космосе, который бесконечно прокручивается во всех направлениях, тогда как транспорт игрока всегда остается в центре. |
| Tron            | 1982 | Bally Midway                                                 | Доход игры превысил одноименного доход фильма. Представляет собой четыре мини-игры, основанные на фильме. |
| Xevious         | 1982 | Namco (Япония) Atari (США)                                   | Первая аркадная компьютерная игра, рекламировавшаяся по телевидению. Игра популяризовала жанр вертикальных скролл-шутеров. |
| Zaxxon          | 1982 | Sega                                                         | Первая игра с изометрической аксонометрической проекцией. |
| Crystal Castles | 1983 | Atari                                                        | Первая игра, где не используются повторно уже пройденные уровни, вместо чего присутствует предопределенная концовка. |
| Dragon’s Lair   | 1983 | Cinematronics (США) Atari (Европа) Sidam (Италия)            | Ранняя FMV-игра с использованием технологии LaserDisc, что позволило отображать анимацию высокого качества. Первая игра в США, один сеанс игры в которую стоил 2 монеты достоинством в 25 центов. Первая игра, в которой использовалось то, что станет впоследствии известным как QTE. Одна из трех аркадных игр, принятых на постоянное хранение в Смитсоновском институте, наряду с Pac-Man и Pong. |
| Elevator Action | 1983 | Taito                                                        | Экшн-игра, представляющая собой смесь жанров платформера, головоломки и шутера. |
| Gyruss          | 1983 | Konami (Япония) Centuri (США)                                | Часто отмечается за музыкальное сопровождение — «Токката и фуга ре минор (BWV 538)» Баха. |
| Mappy           | 1983 | Namco (Япония) Bally Midway (США)                            | Ранняя игра в жанре платформер. |
| Mario Bros.     | 1983 | Nintendo                                                     | В игре представлена совместная игра Марио с его братом Луиджи, которые стали итало-американскими сантехниками в заселенном вредителями канализационном коллекторе. |
| Sinistar        | 1983 | Williams Electronics                                         | Первая игра со стереозвуком. Первая игра, в которой использован уникальный 49-позиционный джойстик, специально созданный и изготовляемый Williams для этой игры. Следует отметить появление в ней грозного злодея. |
| Spy Hunter      | 1983 | Bally Midway                                                 | Игра представляет собой битву транспортных средств в видом сверху, отметить в которой следует музыку, в качестве которой использован саундтрек к телевизионному шоу Peter Gunn, играющий в течение всей игры. |
| Star Trek‡      | 1983 | Sega                                                         | Космический симулятор с пятью кнопками управлениями, шестью разными врагами и 40 разными уровнями симуляции. В игре присутствуют голоса Спока и Скотти. Одна из наиболее продуманных игр с векторной графикой. |
| Star Wars‡      | 1983 | Atari                                                        | В игре используются некоторые оцифрованные голоса актеров из фильма. |
| Tapper          | 1983 | Bally Midway                                                 | Игра изначально была нацелена на американского производителя пива Budweiser, но была переделана в Root Beer Tapper, чтобы не ассоциироваться с попыткой рекламы алкогольной продукции несовершеннолетним. |
| Track & Field   | 1983 | Konami (Япония) Centuri (Северная Америка)                   | Первая спортивная игра в олимпийской тематике. |
| 1942            | 1984 | Capcom                                                       | Первая достигшая большого успеха игра от Capcom, представляющая собой воздушный бой над Тихим океаном, вдохновленная игрой Xevious. Установила каноны для игр с воздушным боем в жанре вертикальных скролл-шутеров. |
| Karate Champ    | 1984 | Technos (Япония) Data East (США)                             | Первая популярна игра о единоборствах на аркадных автоматах. Для возможности одновременной игры используются два 4-позиционных джойстика. |
| Kung-Fu Master  | 1984 | Irem (Япония) Data East (США)                                | Первый аркадный сайд-скроллер в жанре beat 'em up. |
| Paperboy        | 1984 | Atari                                                        | Инновационное управление и экран повышенного разрешения. |
| Punch-Out!!     | 1984 | Nintendo                                                     | Файтинг в тематике бокса. В игре присутствуют оцифрованные голоса, сдвоенный экран, а также вид от третьего лица. |

## Список крупнейших бестселлеров
Финансовый успех аркадных игр можно оценить двумя способами: по количеству отгруженных производителями единиц оборудования для компьютерных игр, либо по объему полученного дохода, исходя из количество опущенных в автоматы монет (достоинством в 25 центов США или 100 японских иен), или из количества опущенных монет и дохода от продажи аркадных автоматов (при цене одного автомата от 1000 до 4000 долларов США). Приведенный ниже список основан на количестве отгруженных аркадных автоматов в количество более 10 000 шт.
- Pac-Man — 400 000 шт.[26]
- Space Invaders — 360 000 шт.[25]
- Donkey Kong — 132 000 шт.[132][133]
- Ms. Pac-Man — 115 000 шт.[134]
- Asteroids — 100 000 шт.[11][135]
- Defender — 60 000 шт.[34][136]
- Centipede — 55 988 шт.[137]
- Galaxian — 40 000 шт. (только в США)[35]
- Donkey Kong Jr. — 30 000 шт. (только в США)[33]
- Mr. Do! — 30 000 шт. (только в США)[33]
- Tempest — 29 000 шт.[36]
- Q*bert — 25 000 шт.[138]
- Robotron: 2084 — 23 000 шт.[36]
- Dig Dug — 22 228 шт. (только в США)[137]
- Pole Position — 21 000 шт. (только в США)[36]
- Popeye — 20 000 шт. (только в США)[33]
- Missile Command — 20 000 шт.[139]
- Jungle Hunt — 18 000 шт. (только в США)[140]
- Dragon’s Lair — 16 000 шт.[141]
- Berzerk — 15 780 шт.[142]
- Scramble — 15 136 шт. (только в США)[142]
- Battlezone — 15 122 шт.[143]
- Stargate — 15 000 шт.[36]
- Star Wars — 12 695 шт.[137]
- Super Cobra — 12 337 шт. (только в США)[142]
- Space Duel — 12 038 шт.[137]

### Книги
- Brian Ashcraft, Brian Crecente et al. Arcade Mania: The Turbo-charged World of Japan's Game Centers. — 1st ed. — Kodansha International, 2008. — 190 с. — ISBN 9784770030788.
- James W. Chesebro, Donald G. Bonsall. Computer-mediated communication: human relationships in a computerized world. — University of Alabama Press, 1989. — 275 с. — ISBN 9780817304607.
- Karen Collins. From Pac-Man to pop music: interactive audio in games and new media. — Ashgate Publishing, 2008. — 207 с. — ISBN 9780754662006.
- Jiji Gahōsha. Asia Pacific perspectives, Japan. — University of Virginia, 2003. — Т. 1.
- Jeff Fulton, Steve Fulton. A short history of Missile Command // The essential guide to Flash games : building interactive entertainment with ActionScript 3.0. — New ed. — Friends of ED, 2010. — 664 с. — ISBN 9781430226147.
- James A. Inciardi, Robert A. Rothman. Sociology: principles and applications. — 2nd ed. — Harcourt Brace Jovanovich, 1990. — 692 с. — ISBN 0-15-582290-X.
- John J. Kao. Entrepreneurship, creativity & organization: text, cases & readings. — Prentice Hall, 1989. — 543 с. — ISBN 9780132830119.
- Steven L. Kent. The Ultimate History of Video Games: From Pong to Pokémon. — Three Rivers Press, 2004. — 608 с. — ISBN 9780761536437.
- Chris Kohler. Power-up: how Japanese video games gave the world an extra life. — BradyGames, 2005. — 302 с. — ISBN 9780744004243.
- Bill Loguidice, Matt Barton. Vintage games: an insider look at the history of Grand Theft Auto, Super Mario, and the most influential games of all time. — Focal Press, 2009. — 395 с. — ISBN 0-240-81146-1.
- Bernard Perron, Mark J.P. Wolf. Video game theory reader two. — Taylor & Francis, 2008. — 456 с. — ISBN 9780203887660.
- Mark Stephen Pierce. Chapter 30: Coin-Op: The Life (Arcade Videogames) // Digital illusion: entertaining the future with high technology. — ACM Press, 1998. — ISBN 0-201-84780-9.
- Jack B. Rochester, John Gantz. The naked computer: a layperson's almanac of computer lore, wizardry, personalities, memorabilia, world records, mind blowers, and tomfoolery. — William Morrow and Company, 1983. — 335 с. — ISBN 9780688024505.
- Everett M. Rogers, Judith K. Larsen. Silicon Valley fever: growth of high-technology culture. — Basic Books, 1984. — 302 с. — ISBN 0-465-07821-4.
- John Sellers. Arcade Fever: The Fan's Guide to The Golden Age of Video Games. — Running Press, 2001. — 159 с. — ISBN 9780762409372.
- David Toop. Rap attack 3: African rap to global hip hop. — 3rd ed. — Serpent's Tail, 2000. — 229 с. — ISBN 9781852426279.
- Jason Whittaker. The cyberspace handbook. — Routledge, 2004. — 321 с. — ISBN 9780415168359.
- Ellen Wojahn. The General Mills/Parker Brothers merger: playing by different rules. — Beard Books, 2003. — 324 с. — ISBN 9781587981821.
- Mark J. P. Wolf. The medium of the video game. — University of Texas Press, 2001. — 203 с. — ISBN 0-292-79150-X.
- Mark J. P. Wolf. The Video Game Explosion: A History from PONG to PlayStation and Beyond. — ABC-CLIO, 2008. — 380 с. — ISBN 9780313338687.
- Executive: Space Invaders vs. Star Wars. — Southam Business Publications, 1982. — Т. 24.
- Bureau of National Affairs. United States Patents Quarterly. — Associated Industry Publications, 1983. — Т. 216.
- Record Breaking Games: Shooting Games Roundup // Guinness World Records Gamer's Edition 2008 / Craig Glenday. — Guinness, 2008. — ISBN 978-1-904994-21-3.
- The Wire. — 2002. — Т. 221—226.

### Периодические издания
- Mark Fox. Space Invaders targets coins (англ.) // World Coin News : журнал. — 2012. — Vol. 39, no. 2. — P. 35–37.
- Rick Pearl. Closet Classics (англ.) // Electronic Games : журнал. — 1983. — June. — P. 82.
- Edward S. Roschild. Videodisks, microcomputers form integrated systems (англ.) // InfoWorld : журнал. — 1982. — 21 June (vol. 4, no. 24). — P. 16. — ISSN 0199-6649.
- Ken Uston. Mastering Pac-Man Plus and Super Pac-Man (англ.) // Creative Computing Video & Arcade Games : журнал. — 1983. — Vol. 1, no. 2. — P. 32.
- Kim Wild. The Making of Q*bert (англ.) // Retro Gamer : журнал. — 2008. — September (no. 54). — P. 70–73.
- Joyce Worley. Women Join the Arcade Revolution (англ.) // Electronic Games : журнал. — 1982. — May (vol. 1, no. 3). — P. 30–33.
- Arcade Games (фр.) // Joystick : журнал. — 1982. — Septembre (vol. 1, no 1). — P. 10.
- Cash In On the Video Game Craze (англ.) // Black Enterprise : журнал. — 1982. — December (vol. 12, no. 5). — P. 41–42. — ISSN 0006-4165.
- Electronic Education (англ.) // Electronic Education : журнал. — 1983. — Vol. 2, no. 5–8. — P. 41.
- Players Guide To Electronic Science Fiction Games (англ.) // Electronic Games : журнал. — 1982. — February (vol. 1, no. 2). — P. 35–45.
- Video arcades rival Broadway theatre and girlie shows in NY (англ.) // InfoWorld : журнал. — 1982. — 12 April (vol. 4, no. 14). — P. 15. — ISSN 0199-6649.
- Alan Citron. The Rise And Fall Of Pinball (англ.) // Pittsburgh Press : газета. — 1982. — 14 December (vol. 99, no. 172). — P. 10.
- Jeremy Horwitz. Technology: Mortal Apathy? (англ.) // The New York Times : газета. — 2002. — 8 July. — P. 4.
- Minoru Inaba. Computer rock music gaining fans (англ.) // Sarasota Journal : газета. — 1980. — 18 August (vol. 29, no. 87). — P. 8.
- Tracy Johnson. Are Arcades Archaic? Business down, owners add zip and zap to lure players (англ.) // The Boston Globe : газета. — 1992. — 2 April. — P. 89.
- Terrance McGarry. Movie Studios Purchase Piece Of Video Game Action (англ.) // The Durant Daily Democrat : газета. — 1982. — 14 July (vol. 82, no. 262). — P. 22.
- Learn The Code Book And Beat Video Games (англ.) // Ludington Daily News : газета. — 1982. — 1 March (vol. 92, no. 86). — P. 25.
- Local Amusement Facilities Planning To Get Dragon's Lair (англ.) // Spartanburg Herald-Journal : газета. — 1983. — 18 August (vol. 53, no. 230).